# Procedure
Een procedure is in het algemeen een reeks instructies die op volgorde moet worden uitgevoerd. De term heeft meerdere specifieke betekenissen, bijvoorbeeld in de informatica, de bedrijfskunde en de rechtspraak.
In de informatica omvat een procedure zowel het begrip functie als subroutine. Soms wordt de term procedure ook gebruikt als synoniem voor subroutine. Procedures kunnen onderdeel zijn van een proces of een gedetailleerde beschrijving van een proces zijn.
Veel taken in bedrijven en organisaties moeten volgens standaardprocedures worden uitgevoerd. Zulke procedures kunnen bijvoorbeeld zijn vastgelegd in ISO 9001 documentatie; de standaardnaam voor zulke procedures is Standard Operating Procedures (SOPs). Meer gedetailleerde handelingen worden meestal beschreven in een werkinstructie.